# Канстебел (Нью-Йорк)
Канстебел (англ. Constable) — місто (англ. town) в США, в окрузі Франклін штату Нью-Йорк. Населення — 1486 осіб (2020).

## Демографія
Згідно з переписом 2010 року, у місті мешкало 1566 осіб у 615 домогосподарствах у складі 441 родини. Було 695 помешкань
Расовий склад населення:
| - 97,8 % — білих - 1,0 % — корінних американців - 0,4 % — чорних або афроамериканців - 0,1 % — вихідців з тихоокеанських островів - 0,1 % — азіатів |

До двох чи більше рас належало 0,5 %. Частка іспаномовних становила 1,0 % від усіх жителів.
За віковим діапазоном населення розподілялося таким чином: 23,6 % — особи молодші 18 років, 64,5 % — особи у віці 18—64 років, 11,9 % — особи у віці 65 років та старші. Медіана віку мешканця становила 40,5 року. На 100 осіб жіночої статі у місті припадало 109,1 чоловіків;  на 100 жінок у віці від 18 років та старших — 107,6 чоловіків також старших 18 років.
Середній дохід на одне домашнє господарство  становив 66 131 долар США (медіана — 57 065), а середній дохід на одну сім'ю — 72 993 долари (медіана — 63 173). Медіана доходів становила 44 167 доларів для чоловіків та 34 375 доларів для жінок. За межею бідності перебувало 10,5 % осіб, у тому числі 13,4 % дітей у віці до 18 років та 14,3 % осіб у віці 65 років та старших.
Цивільне працевлаштоване населення становило 716 осіб. Основні галузі зайнятості: освіта, охорона здоров'я та соціальна допомога — 31,0 %, публічна адміністрація — 17,0 %, роздрібна торгівля — 14,0 %.